# The Descendents
A The Descendents amerikai punkegyüttes. 1977-ben alakultak a kaliforniai Manhattan Beach-en. Eredetileg "The Itch"  néven működtek. Első nagylemezüket 1982-ben jelentették meg. Dalaikra jellemző a humor. Lemezkiadóik: Orca Records, New Alliance Records, SST Records, Epitaph Records, Fat Wreck Chords. Kabalájuknak egy "Milo" nevű rajzolt ember számít, aki az énekesük karikatúrája, és a zenekar legelső, "Milo Goes to College" című albumának borítóján bukkant fel először. Pályafutásuk alatt számtalanszor feloszlottak már: először 1977-től 1983-ig működtek, majd 1985-től 1987-ig, ezután 1995-től 1997-ig, majd 2002-től 2004-ig tevékenykedtek, 2010 óta újból aktív az együttes.

## Tagok
- Bill Stevenson - dobok (1977-1983, 1985-1987, 1995-1997, 2002-2004, 2010-)
- Milo Aukerman - ének (1980-1982, 1985-1987, 1995-1997, 2002-2004, 2010-)
- Karl Alvarez - basszusgitár (1986-1987, 1995-1997, 2002-2004, 2010-)
- Stephen Egerton - gitár (1986-1987, 1995-1997, 2002-2004, 2010-)

## Diszkográfia
- Milo Goes to College (1982)
- I Don't Want to Grow Up (1985)
- Enjoy! (1986)
- All (1987)
- Everything Sucks (1996)
- Cool to Be You (2004)
- Hypercaffium Spazzinate (2016)